# Convento jurídico lucense

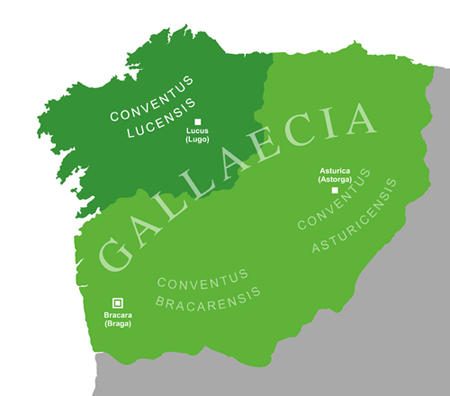
Extensión del conventus Lucensis, en Gallaecia (Galicia), a finales del siglo III, en el Imperio romano.

El convento jurídico lucense (en latín, conventus juridicus Lucensis) fue una entidad administrativa romana de Gallaecia, situada al noroeste de la península ibérica, en la provincia romana Tarraconense. Su nombre deriva de su capital, Lucus Augusti (la actual Lugo), la ciudad más importante de este convento, además de centro económico y administrativo.

## Límites y territorio
Sus fronteras meridionales estaban marcadas por el río Verdugo y el río Sil como límite con el conventus Bracarensis, en el norte la costa desde Cangas de Morrazo hasta el río Navia (Asturias), y al este las montañas de los Ancares y el conventus Asturicensis.
Al convento pertenecían otras ciudades como Iria Flavia (actualmente en Padrón), Brigatium (La Coruña) o Assegonia (en Santiago de Compostela), cuyos restos de la necrópolis se situaban en los terrenos de la actual catedral.
Algunos autores defienden que la frontera norte del conventus Bracarensis incluía la ría de Pontevedra, por lo que la península del Morrazo no pertenecería al conventus Lucensis sino al Bracarensis.